# 萨拉·泽伦卡
萨拉·泽伦卡（英語：Sarah Zelenka，1987年6月8日—），美国女子赛艇运动员。她曾代表美国参加世界赛艇锦标赛，获得一枚金牌。她也曾参加2012年夏季奥林匹克运动会。